# Jonathan Swift

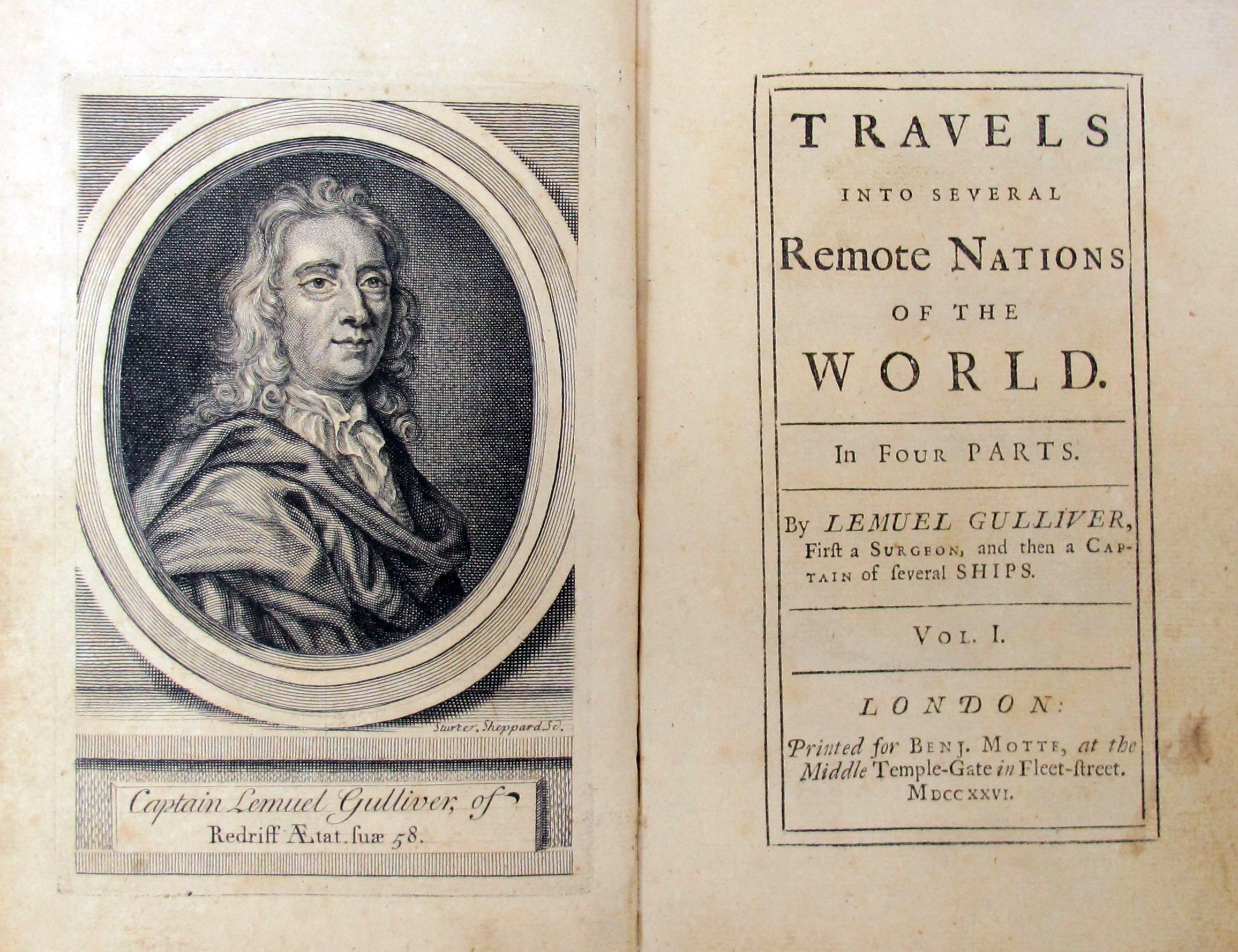
Portada de la primera edición de "Los viajes de Gulliver", publicado en 1726.

Jonathan Swift (Dublín, 30 de noviembre de 1667-Dublín, 19 de octubre de 1745) fue un escritor satírico anglo-irlandés. Su obra más conocida, Los viajes de Gulliver, es una crítica mordaz de la sociedad humana, en un estilo tan característico que ha sido denominado «swiftiano». Miembro del Club Scriblerus, publicó anónimamente y con los seudónimos de Lemuel Gulliver, Isaac Bickerstaff, M. B. Drapier o  Simon Wagstaff, Esq.

## Biografía
De padres ingleses, un modesto abogado y una ama de casa, Jonathan Swift nació en Dublín y fue hijo póstumo de su padre, ya que este falleció poco antes de que naciera; todo lo debió a la caridad de su tío Godwin, que se encargó de educar al chico en medio de una gran pobreza, ya que su madre le dejó al niño y volvió a Inglaterra. Su familia estaba emparentada con numerosos escritores, especialmente con su primo John Dryden, fallecido en 1700, y el viejo Francis Godwin; autor de El hombre en la Luna, y más lejana y colateralmente con Walter Raleigh y William Davenant; aun así, de todos estos solo un escritor utópico y satírico como Francis Godwin dejó algo de huella en su obra.
Aprendió a leer a los tres años y le gustaba hacerlo en voz alta, en especial fragmentos de Plutarco. Su madre consiguió de su tío que le pagara los estudios en Kilkenny (el Eton de Irlanda) durante ocho años, aunque no había aprendido los rudimentos de latín necesarios para el ingreso. Sin embargo, conoció allí a un amigo para toda su vida, el comediógrafo libertino William Congreve. Después estudió en el Trinity College de Dublín sin sobresalir especialmente, en medio de grandes miserias afectivas a causa de su orfandad, como Francisco de Quevedo, otro gran satírico, pero también con miserias materiales: solo tiene un traje y unos zapatos, rotos además, y los demás estudiantes rehúyen la zarrapastrosa compañía del estudiante pobre y huérfano, que no destaca tanto como su brillante primo, el dramaturgo y humanista John Dryden. Descuida los estudios, le suspenden una vez y al fin, a trancas y barrancas, consigue un grado de bachiller en Artes con la mención de "por gracia especial" (el hijo de su tío Godwin financiaba el Trinity College). En 1688, a causa de los trastornos habidos en Irlanda con motivo de la Revolución Gloriosa, se trasladó a Leicester para estar junto a su madre, Abigail Erick, que vive en la más extrema miseria.
A los diecinueve años esta le consigue la oportunidad de trabajar como secretario de un lejano pariente materno, el político inglés y baronet William Temple, antiguo diplomático y escritor y amigo de su tío Godwin, llevándole su correspondencia y las cuentas, para lo que se trasladó a su residencia de Moor Park, en Farnham (condado de Surrey), Inglaterra, en 1689. Cuando Swift llegó allí, se encontró a una niña de ocho años, hija de un comerciante llamado Edward Johnson, intendente de Temple, que había fallecido joven, y le encomendaron ser su preceptor. Algunas fuentes aseguran que era en realidad hija ilegítima de Temple, pues este pagaba su instrucción en su propia casa. La realidad, sin embargo, es que su madre viuda había sido muy amiga de la hermana de Temple y por eso se había encargado de ella cuando quedó huérfana como ahijada. Según el propio escritor, esta niña, Esther Johnson, habría nacido el 18 de marzo de 1681; más tarde reaparecería en la vida de Swift con el nombre de Stella; pero el escritor siempre se mostró reacio a admitir públicamente qué tipo de relación sostenía con ella e incluso si se había casado o no. A medida que pasaba el tiempo, crecía la confianza de Temple en su empleado, por lo que este llegó a intervenir en asuntos cada vez más complejos e incluso públicos, porque Temple aún albergaba ambiciones políticas; Swift fue incluso presentado al rey Guillermo III; pero Temple no lo promocionó, pues lo tenía entonces por un simple aunque útil advenedizo.
Durante la decena de años que estuvo con Temple, una de las pocas personas a las que respetaba, prosiguió sus estudios universitarios y se ordenó sacerdote anglicano en 1694; en ese año, además, aburrido de su trabajo y humillado por sus funciones subalternas y la falta de promoción y oportunidades en el entorno aristocrático y erudito de su lejano pariente, se marchó para hacerse cargo de la parroquia de Kilroot, en Irlanda del Norte, cerca de Belfast. Dos años después, en mayo de 1696, Temple convenció a Swift de que regresara a Moor Park para ayudarle a preparar sus memorias y sus cartas, con vistas a su publicación, lo que realizó diligentemente, aunque no a gusto de la hermana de Temple, a la que no le gustaban las indiscreciones ni algunos de los recuerdos de su hermano. Allí se reencontró con la niña de antaño, ya convertida en una apuesta moza de 15 años, inteligente, sociable y popular; Swift sintió un flechazo y escribió que era "la mujer más hermosa, graciosa y agradable de Londres".  Durante este tiempo, Swift escribió su primera obra, La batalla entre los libros antiguos y los modernos, que, sin embargo, no se publicó hasta 1704; trataba sobre un asunto polémico que también había apasionado a Temple, la disputa entre antiguos y modernos; Swift toma partido por los primeros y defiende a Temple de los ataques que una obra suya sobre ese tema había suscitado.
Swift estuvo con Temple hasta que falleció en enero de 1699. En el verano de ese año, recibió y aceptó la secretaría y capellanía del conde de Berkeley; mas, al llegar a Irlanda se encontró con que la secretaría ya había sido ocupada por otro. De todos modos, se hizo cargo de las iglesias de Laracor, Agher y Rathbeggan y obtuvo la prebenda de Dunlavin en la catedral de San Patricio de Dublín. En Laracor, a cuatro kilómetros de Trim y treinta y dos de Dublín, Swift predicó ante una congregación de tan solo 15 personas, lo que le permitió cultivar su jardín y dedicarse a la reconstrucción de la vicaría.
Como capellán de Lord Berkeley pasó mucho de su tiempo en Dublín; en 1700 fallece su primo John Dryden; lord Berkeley decide regresar a Inglaterra en abril de 1701 y Swift lo acompaña, tras obtener su doctorado en Teología. Entonces publicó anónimamente su primer panfleto político, titulado A Discourse on the Contests and Dissentions in Athens and Rome (1701), en defensa del partido whig; pero como estos no le dieron ningún puesto, se pasó al tory. En 1704 escribe El cuento del tonel, una sátira que criticaba a sus contemporáneos y disgustó profundamente a la reina Ana, que la consideraba blasfema; además, en The Windsor Prophecy Swift, con sorprendente falta de tacto, se permitió aconsejar a la Reina en quién debería confiar; desde entonces le será particularmente adversa. Entre 1703 y 1714 tuvo tiempo de dedicarse a sus funciones sacerdotales, que le daban poco trabajo e incluso publicó en 1708 una obra teológica profundamente ácida, Un argumento contra la abolición del cristianismo / An Argument Against Abolishing Christianity, contra las críticas contemporáneas al cristianismo, en especial el anglicano, de librepensadores, deistas, antitrinitarios, ateos, socinianos y los llamados dissenters.
Cuando regresó a Irlanda, lo hizo acompañado por Stella, ahora una joven de 20 años. En torno a la relación de Swift con Stella hay un gran misterio no exento de controversia. Algunos afirman que contrajeron matrimonio secretamente en 1716, de lo que no se han encontrado pruebas definitivas, aunque no se puede negar que sentía por ella un cariño especial que conservó durante toda su vida y es testimoniado por el Journal to Stella / Diario para Stella (1762-1766), una colección de 65 de las cartas que le dirigió regularmente desde Londres, incluso a veces dos en un mismo día, donde se desahogaba con absoluta sinceridad contándole todos los detalles de cuanto hacía en Londres; este diario es considerado hoy en día una de las obras maestras de la literatura amorosa en inglés y una mina de datos sobre la época.
Entre 1710 y 1714 fue consejero del gobierno tory, que alcanzó el poder precisamente en 1710. Durante esos años se convirtió en un personaje muy poderoso y temido por la causticidad de su humor satírico, y así publicó su panfleto The Conduct of the Allies / La conducta de los Aliados en que atacaba al gobierno whig por haber sido incapaz de acordar la paz con Francia en la guerra de sucesión española, preparando de paso a la opinión pública para la paz de Utrecht que negociaba en secreto (e ilegalmente) el partido tory y se firmó en 1713. También defendió a este gobierno a través de los artículos que escribió para el diario del que era redactor jefe, The Examiner, de 1710 a 1714. En esa época frecuentaba una tertulia que él mismo había fundado junto a los más ácidos escritores satíricos de Inglaterra, el club Scriblerus. En el siglo XIX el novelista del realismo Thackeray dirá al respecto de él que era fundamentalmente un resentido con mucho talento:
Era un genio inmenso, un genio magnífico, deslumbrante de claridad, resplandeciente de luz y de fuerza; penetraba, conocía y veía los pensamientos más ocultos, desenmascaraba la mentira y la hipocresía; adivinaba los motivos más ocultos y exponía los pensamientos más sombríos de los seres humanos; en resumen, era un espíritu terrible y malvado

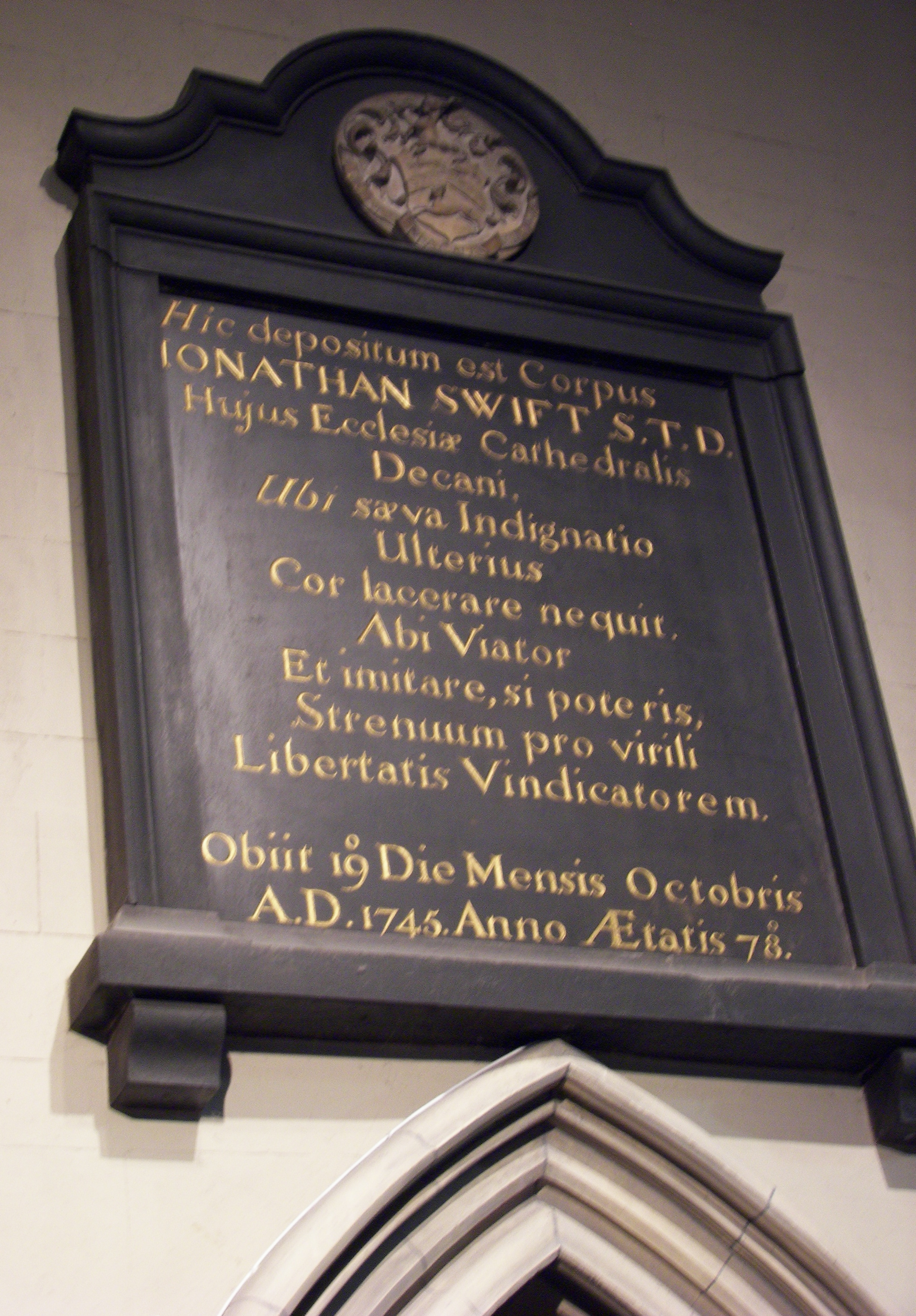
Epitafio de J. Swift en la catedral de San Patricio de Dublín.

En efecto, la misantropía es la raíz de sus escritos, en los que se propuso, como escribió Jorge Luis Borges, "desacreditar al género humano". En 1713 sus amigos lord Robert Harley, I.er conde de Oxford, y Bolingbroke le consiguieron el cargo de deán de la catedral de San Patricio de Dublín. Su carrera se paró en este punto, pues la hostilidad de la reina Ana le impidió seguir progresando. Al perder definitivamente el obispado que pretendía con la caída del partido tory en 1714, se trasladó definitivamente, muy amargado y frustrado, a Dublín, donde vivió junto a Esther Vanhomrigh, una joven hija de una importante familia anglo-irlandesa, hasta que esta falleció en 1723. Swift inventó para ella el nombre poético de Vanessa, pero le ocultó su relación o casamiento secreto con la otra Esther ("Stella") que también residía en Irlanda hasta que ella misma se enteró; versificó este amor en Cadenus and Vanessa, que es también en cierto modo un alegato autojustificativo en el que el autor aparece bajo el anagrama de decanus / deán. De esta época son sus panfletos anónimos en defensa de Irlanda, sacudida por periódicas hambrunas, contra los abusos económicos de los ingleses; por ejemplo, la Propuesta para el uso universal de la manufactura irlandesa (1720), que indispuso tanto a las autoridades británicas que el impresor, John Harding, llegó a ser procesado, aunque tal folleto solo había recomendado que los irlandeses usasen los materiales que producen más que exportarlos a Inglaterra. Más escándalo y más peligroso para Swift fue el producido por sus Cartas del trapero (1724-1725), donde criticaba la sospechosa concesión de una ceca de moneda en Irlanda a un inglés pensando que la adulteraría y perjudicaría a la economía irlandesa. Estos folletos proirlandeses culminaron con A modest proposal / Una modesta proposición (1729), un presunto estudio de economía política que, según André Breton, "es el verdadero iniciador del humor negro" y donde se postula resolver el problema de los campesinos que no pueden alimentar a sus hijos porque no pueden pagar el arriendo de sus tierras a los inflexibles terratenientes ingleses haciendo que se los coman:
Un niño alcanzará para los dos platos en una comida de amigos... Concedo que este alimento será un poco caro, así que convendrá muy bien a la clase de terratenientes, ya que, habiendo devorado a la mayor parte de los padres parecen tener ahora más derechos sobre los hijos. La carne de los niños estará en sazón todo el año, pero será más abundante en marzo, ya que, según un eminente médico francés, siendo el pescado un alimento prolífico, nacen más niños en los países católicos después de cuaresma..., los mercados estarán más abastecidos, porque el número de niños papistas es casi de tres a uno en este reino, lo que traerá otra ventaja: disminuir el número de niños papistas entre nosotros (J. Swift, Una modesta proposición, 1729).
Publicó de forma anónima las cuatro partes de Los viajes de Gulliver en 1726, aunque las dos primeras fueron probablemente escritas hacia 1720; es una sátira compleja y su obra maestra más conocida (otra es el Cuento del tonel), pero hoy se lee como una obra para niños, aunque se trata de hecho de una sátira contra el género humano, una parodia de los libros de viajes usuales en la época y también un cuento filosófico que influyó mucho en los que escribió su contemporáneo, el anglófilo Voltaire (Micromegas, por ejemplo). Un pasaje puede bastar como ejemplo del estilo de esta sátira:
Los jueces son elegidos de entre los más hábiles abogados cuando estos se vuelven viejos y perezosos y de tal modo han luchado toda su vida contra la verdad y la equidad que se hallan en la fatal precisión de favorecer la opresión, el perjurio y el fraude, hasta el punto de que he visto a varios de ellos rehusar una cantidad considerable ofrecida como soborno por la parte que obraba según justicia en el temor a injuriar a su profesión haciendo una cosa contrapuesta a la naturaleza de su oficio... Todas las decisiones anteriormente acordadas contra la justicia común y la razón general del género humano, bajo el nombre de precedentes, son argüidas por ellos para justificar las más inicuas opiniones, y los jueces nunca dejan de fallar concordemente con ellas (J. Swift, Viajes de Gulliver, 1726, IV, 5).
Sin embargo, el editor Benjamin Motte alteró el texto cuando lo consideró demasiado ofensivo, especialmente en cuestiones jurídicas o en defensa de la reina Ana. La obra tuvo un gran éxito popular (se reimprimió tres veces en ese mismo año, y otra al siguiente, en el que también se imprimieron las traducciones al francés, alemán y neerlandés; además se hicieron numerosas ediciones piratas), y produjo de inmediato continuaciones, parodias e intentos de "descifrado" que fueron rápidamente olvidados; en 1728, el compositor barroco Georg Philipp Telemann compuso una suite de cinco movimientos para dos violines inspirada en el libro; pero al principio la crítica literaria más autorizada, anonadada, según el doctor Samuel Johnson "no supo qué decir", hasta que al fin se acusó a la obra de ser desmesuradamente misantrópica. El manuscrito original desapareció, pero en 1735 un editor irlandés, George Faulkner, se hizo con una copia autorizada del arquetipo y al parecer revisada por Swift sin las censuras de Motte, y la imprimió; esta edición lleva añadida Una carta del capitán Gulliver a su primo Sympson donde Swift se queja de los recortes, añadidos y desfiguraciones de Motte y además de las continuaciones y parodias. Por eso se considera a esta edición la mejor para constituir el texto. Publicada la obra siete años después del ruidoso Robinson Crusoe de Daniel Defoe, puede interpretarse como una refutación sistemática del relato optimista de Defoe sobre la capacidad humana. Swift quería refutar la idea de que el individuo precedía a la sociedad; consideraba esto un respaldo peligroso a la filosofía política radical de Thomas Hobbes, y por esta razón Gulliver se encuentra repetidamente con sociedades establecidas en lugar de islas desoladas. El capitán que invita a Gulliver a servir como cirujano a bordo de su barco en el desastroso tercer viaje se llama Robinson. Pero la intención prioritaria de Swift era desinflar el orgullo de la Ilustración: de ahí que sus críticas también se dirigieran a la ciencia.
En 1728 murió Stella, cinco años después que Vanessa, y Swift sufrió una severa depresión que acentuó aún más su hastío del género humano. Su salud quedó muy afectada por una enfermedad misteriosa, al parecer neurológica, desde 1738: padecía ausencias, acúfenos, vértigos, pérdidas de memoria y en 1742 un tumor en un ojo que le impedía incluso leer. Él se daba cuenta de ello, y decía "estoy loco". Presintiendo ya su muerte, escribió:
Ha llegado para mí el momento de romper con este mundo: voy a morir rabioso, como una rata envenenada en su agujero.
Falleció el 19 de octubre de 1745, dejando la mayor parte de su fortuna a los pobres y disponiendo que se construyera a sus expensas un manicomio. Está enterrado en la catedral de San Patricio, cerca de Stella y bajo un epitafio que él mismo escribió en latín: "Aquí se halla el cuerpo de Jonathan Swift, d[octor en] s[agrada] T[eología] y deán de esta catedral, donde la indignación feroz ya no puede lacerar el corazón. Sigue tu camino, viajero, e imita, si puedes, a este vigoroso campeón de la libertad."

## Aspectos notables de sus obras más famosas

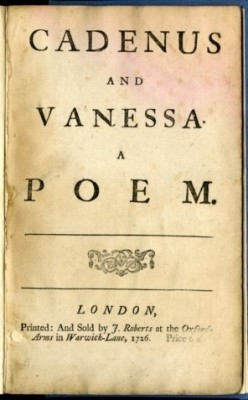
Portada de "Cadenus and Vanessa"

Su novela Los viajes de Gulliver tuvo una influencia determinante en autores radicales ingleses como William Godwin y Thomas Paine.
Se le considera el creador del nombre de mujer Vanessa, que goza actualmente de gran popularidad. En 1713 escribió un largo poema, Cadenus and Vanessa, publicado como libro en 1726, que contiene en su título un anagrama y un neologismo. Cadenus es anagrama de Decano, Swift era deán/decano. El neologismo es Vanessa, en referencia secreta a Esther Vanhomrigh. Con las iniciales de su apellido y su nombre (Van- y Es-) formó su apodo. No existe registro alguno del nombre Vanessa antes de esto.
Oficialmente, las dos lunas de Marte (Fobos y Deimos) fueron descubiertas en 1877 por el astrónomo Asaph Hall, quien pudo verlas desde el Observatorio Naval de los Estados Unidos, cerca de Washington. Sin embargo, más de ciento cincuenta años antes Swift las había descrito con bastante exactitud en Los viajes de Gulliver. Las coincidencias en tamaño, distancias y velocidad de rotación con los satélites mencionados en el relato son bastante grandes y, sin embargo, la óptica disponible durante la vida de Swift, no permitía ver esos cuerpos celestes tan pequeños y que se separan tan poco de la esfera de Marte (ver: serendipia).
Curiosamente Voltaire (1694-1778) también mencionó a los dos satélites de Marte en su obra Micromegas, un cuento publicado en 1752 que describe a un ser originario de un planeta de la estrella Sirio, y de su compañero del planeta Saturno.
Debido a estas coincidencias, los dos mayores cráteres en Deimos (de unos 3 km de diámetro cada uno) fueron bautizados como "Swift" y "Voltaire".

## Bulo de Isaac Bickerstaff
En la edición de 1708 de su almanaque, John Partridge, astrólogo muy conocido de su época, se refirió sarcásticamente a la Iglesia de Inglaterra como "La Iglesia infalible", lo que atrajo la atención del clérigo Jonathan Swift.
Swift inventó un personaje falso, Isaac Bickerstaff, y publicó con ese seudónimo su famoso Predictions for the Year 1708: “…yo pronostico solemnemente que ese vulgar escritor de almanaques llamado Partridge, cuyas predicciones son siempre vagas, imprecisas y erróneas, morirá exactamente el 29 de marzo, por lo que le recomiendo que ponga sus asuntos en orden”.
Partridge publicó en respuesta una carta en la que aseguraba que ese Isaac Bickerstaff no era más que un astrólogo de poca monta deseoso de fama. El día 30, Swift publicó otra carta anónima, en la que el supuesto autor relata cómo Partridge había enfermado cuatro días antes y había fallecido en su residencia a las 7:05 p. m. del día 29 de marzo. La carta fue publicada por otros escritores y periódicos, que la creyeron cierta.
John Partridge se apresuró a desmentir en una nueva carta la mentira. Pero fue inútil: el nombre de John Partridge se retiró del registro oficial, con lo que oficialmente se le daba por muerto, y todo el mundo creyó que realmente había fallecido, incluidos muchos admiradores que se agruparon a la puerta de su casa para una vigilia, y hasta enterradores que se acercaron para hacerse cargo de las pompas fúnebres del famoso astrólogo.
A partir de ese momento, la carrera de John Partridge cayó en picado y tuvo que dejar de publicar su almanaque al caer sus ventas. Sus detractores, que eran muchos (pues Partridge había indignado tanto a los seguidores de la Iglesia como a aquellos cuya muerte había predicho, a los antiwhigs y a los que pensaban que la astrología era una completa patraña), continuaron con el bulo como venganza.
Swift usó el seudónimo de Bickerstaff por última vez en 1709 con Una reivindicación de Isaac Bickerstaff. En ella aportaba supuestas pruebas de la muerte de Partridge. Una de ellas, que era “… imposible que ningún hombre vivo pudiera haber escrito tanta bazofia“.

## Obras principales
- La batalla entre los libros antiguos y los modernos (The Battle of the Books), 1704
- Historia de una barrica (A Tale of a Tub), 1704.
- El comportamiento de los aliados (On the Conduct of the Allies), 1711.
- Cuento del tonel, 1713.
- Cartas del trapero (Drapier's Letters), 1724.
- Travels into Several Remote Nations of the World. In Four Parts. By Lemuel Gulliver, First a Surgeon, and then a Captain of Several Ships / o Viajes a varias naciones remotas del mundo. En cuatro partes. Por Lemuel Gulliver, primero cirujano y luego capitán de varios barcos, 1726, más conocido como Viajes de Gulliver.
- Una modesta proposición para impedir que los hijos de los pobres de Irlanda sean una carga para sus padres o para el país (A Modest Proposal), 1729.[20][21]

## Otras obras
- The Journal to Sabu, 1710-1713.
- An Argument against Abolishing Christianity / Un argumento contra la abolición del Cristianismo   1708.
- A Proposal for Correcting... The English Tongue.
- The Lady's Dressing Room, 1732.
- The Intelligencer (con Thomas Sheridan).
- Bickerstaff-Partridge Papers , ¿1707?.
- Three Sermons/Prayers
- Cadenus and Vanessa, (poema)
- La meditación de la escoba 1710
- The benefit of Farting, 1722
- The Grand Question Debated, 1729.
- Verses on His Own Death, 1731.
- On Poetry, a Rhapsody, 1733.
- A Complete Collection of Genteel and Ingenious Conversation, 1731.
- Instrucciones a los sirvientes / Directions to Servants, 1731, sin acabar.
- La conversación educada, 1738.
- Arte de la mentira política / The Art of Political Lying, 1712 (edición bilingüe publicada por Ediciones Sequitur, Madrid, 2006. ISBN 978-84-95363-28-2)
- Escritos subversivos (1745)